# Шевченковский округ
Шевченковский о́круг (укр. Шевченківська округа) — единица административного деления Украинской ССР, существовавшая с марта 1923 по июнь 1925 года. Административный центр — город Корсунь. 

## История
Образован в марте 1923 года в составе Киевской губернии как Корсуньский округ в результате административной реформы в Украинской ССР, направленной на укрупнение административно-территориальных единиц. В состав округа вошли территории частей бывших Каневского, Таращанского, Звенигородского и Черкасского уездов.
В июне 1925 года округ был упразднен с присоединением территории к Черкасскому округу.
По данным переписи населения, в 1925 году численность населения округа составляла 1150,3 тыс. чел.